# Tarvaia jenseni
Tarvaia jenseni är en rundmaskart. Tarvaia jenseni ingår i släktet Tarvaia, och familjen Axonolaimidae. Arten är reproducerande i Sverige.